# Alfafetoproteína
Alfa feto proteína (AFP) é uma glicoproteína sintetizada pelo fígado, a AFP é a principal proteína do soro fetal, daí o seu nome, pois é produzida no desenvolvimento (morfogênese) do embrião e do feto. Passa ao sangue materno onde a sua taxa máxima é atingida por volta da 32ª semana de gravidez. Desaparece do soro do bebé no ano seguinte ao nascimento.
O seu reaparecimento na criança ou no adulto observa-se nos cancros do fígado e do testículo, sem dúvida devido à ausência de repressão do gene que codifica para essa proteína.
Os testes de sangue para medir AFP têm duas aplicações principais: (1) em mulheres grávidas, como uma pesquisa para alguns tipos de malformação congênita e (2) nos adultos e crianças, como um marcador tumoral para alguns tipos de tumor.
Nos hepatocarcinomas, a AFP eleva-se permanentemente,  >400 ng/ml, em 70% destes tumores. 
Nos cancros de testículo as subidas analógicas (>400 ng/ml), estando associadas a uma elevação das betas-HCG, marcam os tumores não-seminomatosos do testículo.
A AFP encontra-se elevada, geralmente de modo mais moderado, em muitos outros cancros: teratocarcinomas ováricos, sobretudo, mas também nos cancros do pâncreas, do estômago ou dos brônquios.
Em caso de malformações do tubo neural (espinha bífida aberta, anencefalia), a AFP aumenta de modo muito importante no liquido amniótico. 

## Valores de Referência
Homens e mulheres adultas não-grávidas: 0 a 10 ng/ml. Em mulheres gravidas os valores se elevam conforme o período de gestação.
Níveis maiores a 500 ng/ml são altamente sugestivos de malignidade, e valores >1,000 ng/ml são indicativos de presença de neoplasia.

## Valores elevados
Podem ser causados por hepatocarcinomas, câncer pancreático com metástase hepática, teratoma maligno de ovário ou dos testículos, câncer gástrico com metástase hepática, tumor do saco vitelino e tumor de células germinativas misto. Pode se elevar também em outros distúrbios como: cirrose, hepatite e aborto espontâneo. 